# Hanita (slivoň)
Hanita (slivoň) (Prunus domestica 'Hanita (slivoň)') je ovocný strom, kultivar druhu slivoň z čeledi růžovitých. Plody střední, s modrou slupkou, ojíněné, aromatické, vhodné pro konzum i na zpracování. Zraje koncem srpna.

## Původ
Hanita byla vypěstována v Německu, zkřížením odrůd 'President' a 'Auerbacher'.

## Vlastnosti
Růst bujný, později střední. Plodnost vysoká, plodnost nastupuje brzy po výsadbě, je pravidelná. Samosprašná odrůda. Málo náročná odrůda.

## Plod
Plod podlouhlý, střední. Slupka modrá, ojíněná. Dužnina je zelenožlutá, chutná, obvykle jde dobře od pecky.

## Choroby a škůdci
Tolerantní k šarce.